# 61º Stormo
Il 61º Stormo è un reparto dell'Aeronautica Militare. Dipende dal Comando Scuole/3ª Regione Aerea di Bari e ha sede presso l'Aeroporto di Galatina.
La scuola si avvale di tre Gruppi di Volo ed è articolata secondo la struttura ordinativa tipica di uno Stormo che prevede il supporto di tutte le componenti tecniche, logistiche, amministrative e sanitarie necessarie per un ottimale impiego delle risorse umane e materiali.
Lo Stormo trae le sue origini dalla Scuola Caccia di Castiglione del Lago, attiva dagli anni 30, e tappa fondamentale per tutti i futuri assi della Seconda guerra mondiale e che vantava tra i suoi istruttori anche leggende come Giuseppe Cenni.
I tre Gruppi di Volo sono il:
212º Gruppo Volo. Provvede all'addestramento "pre-operativo"(Fase IV) dei piloti militari idonei alle linee aerotattiche e svolge il suo compito sul nuovo velivolo Alenia Aermacchi M-346 Master.
213º Gruppo Volo. Ha il compito di far conseguire ai giovani allievi il Brevetto di Pilota Militare (fase III) e svolge la propria attività impiegando il velivolo Aermacchi MB-339.
214º Gruppo Volo. Svolge la fase II dell'addestramento al volo; provvede all'attività di preparazione a terra per i frequentatori di tutti i corsi di volo; forma gli istruttori di volo destinati all'impiego su velivoli a jet dell'Aeronautica Militare.
In aggiunta alle suddette attività, al 61º Stormo è assegnato il ruolo di difesa aerea in risposta alle minacce rappresentate dai velivoli a dagli assetti che operano a bassa velocità (Slow Movers). Per tale particolare impiego operativo, definito appunto Slow Mover Interceptor (SMI), alcuni selezionati equipaggi del 212º Gruppo Volo, coadiuvati da altre professionalità dello Stormo, sono appositamente preparati addestrati e allenati e gli assetti aerei appositamente equipaggiati e impiegati secondo le necessità della FA e del Paese. In ragione di questa ulteriore capacità del Reparto, un'aliquota degli istruttori in forza al 61º Stormo effettua un particolare addestramento per acquisire e mantenere le capacità operative previste per il ruolo assegnato nella difesa aerea.

## Storia
L'Aeroporto Militare di Galatina, intitolato alla M.O.V.M. Ten. Pil. Fortunato Cesari, fu costituito il 31 marzo 1931, con decreto del Ministro Italo Balbo, come "Campo di Fortuna". Dal 1936 fu costituito come "Regio Aeroporto di Seconda Classe", divenendo, durante la prima fase del secondo conflitto mondiale, base strategica per le operazioni nei Balcani e nel Mediterraneo. Dopo l'8 settembre del 1943 divenne la sede dei Reparti della Regia Aeronautica cobelligeranti: vi si alternano infatti molti Reparti Italiani ed Alleati, schierati in attesa di essere dislocati sul territorio Italiano liberato. È questo il periodo denominato della "Rinascita Aeronautica". Vennero costituiti in tale periodo due grandi raggruppamenti di Reparti: Raggruppamento Bombardamento e Trasporti: impiegato in compiti logistici; Raggruppamento Caccia: con scorta, ricognizione e appoggio diretto alle operazioni. Dopo la fine della seconda guerra mondiale, l'Aeroporto fu destinato a Scuola di Volo, che nel frattempo era già operante sull'Aeroporto di Leverano con l'8º Gruppo e la denominazione di "Scuola Addestramento Caccia" alle dipendenze della 4ª Zona Aerea Territoriale di Bari. Dal 1 novembre 1945, la Scuola viene trasferita sull'Aeroporto di Galatina dove si costituiscono:
1º Gruppo di Volo organizzato sulla 1ª e 2ª Squadriglia (successivamente dislocate sull'Aeroporto di Gioia del Colle): destinato a svolgere la Scuola di Volo – 1° Periodo;
2º Gruppo di Volo organizzato su 3ª Squadriglia (dislocata sull'Aeroporto di Brindisi) e la 4ª Squadriglia (dislocata sull'Aeroporto di Galatina): destinato a svolgere la Scuola di Volo – 2° Periodo;
3º Gruppo di Volo organizzato su 4ª e 5ª Squadriglia (dislocate sull'Aeroporto di Galatina): destinato a svolgere la "Scuola di Volo – 3° Periodo.
Tutti e tre i citati Gruppi furono inquadrati, dal 1º settembre 1946, nella "Scuola di Volo delle Puglie" che, dal 1º novembre 1948, passa alle dipendenze dell'Ispettorato delle Scuole A.M. con sede sull'Aeroporto di Guidonia. Presso la Scuola Volo 2° e 3° periodo di Galatina vennero effettuati corsi di addestramento caccia, i corsi per passaggio di specialità e i corsi riservati agli Ufficiali in ripresa di pilotaggio. Con l'affinamento dei metodi di istruzione e addestramento e con il continuo aumento del numero degli allievi, si ritenne più opportuno decentrare le scuole di volo avanzato su altre sedi (Scuola Addestramento Avanzato a Elmas-Cagliari e Alghero, Scuola Addestramento ad Amendola-Foggia) e lasciare il compito dell'addestramento basico iniziale su velivolo T-6 alla scuola di Galatina, che dal 1 novembre 1957 assunse la denominazione di "Scuola Volo Periodo Basico". Risale a questo periodo, precisamente al 28 marzo 1954, la concessione della Bandiera d'Istituto, con D.P.R. nº 181 del 2 marzo 1954. Dal 25 ottobre 1960, alla Scuola viene dato il compito precedentemente assegnato alla Scuola di Alghero, assumendo la denominazione di "Scuola Volo Periodo Basico Iniziale" Il 15 gennaio 1962, in sostituzione del convenzionale T-6, fu introdotto il nuovo velivolo a getto MB-326 per l'addestramento "jet ab-initio" e la scuola assunse la denominazione di "Scuola Volo Basico Iniziale Aviogetti". Nel 1982, dopo venti anni di attività con il velivolo MB-326 durante i quali sono state effettuate oltre 400.000 ore di volo, la scuola iniziò la conversione sul nuovo velivolo italiano a getto MB-339, attualmente in dotazione nella sua versione aggiornata MLU. È dello stesso periodo la chiusura della Scuola Istruttori Volo su Grottaglie e l'affidamento alla "S.V.B.I.A." del compito di formare gli "Istruttori di Volo". Dal 14 settembre 1986 la Scuola, da sempre punto focale nella catena di formazione professionale dei piloti dell'Aeronautica Militare, assunse la denominazione di 61ª Brigata Aerea ed infine, dal 1º dicembre 1995, l'attuale denominazione di 61º Stormo. Dal mese di agosto del 1997 lo Stormo ha adottato la nuova versione dell' MB.339 denominata CD. Dal 30 ottobre 2003 il 61º Stormo è intitolato alla memoria del Sottotenente Pilota Carlo Negri. Il 2 ottobre 2014 si è svolta la prima missione addestrativa del T-346A con due istruttori del 61º Stormo: l'attività ha segnato l'ingresso del nuovo trainer dell'A.M. nel sistema di formazione del pilota militare. Dall'8 maggio 2015 è cambiato il distintivo di Reparto.

## Araldica
Il nuovo stemma, utilizzato nei primi anni '30 presso la Scuola Caccia di Castiglione del Lago, rappresenta un'aquila che abbraccia l'arco di Diana Cacciatrice e va a sostituire lo storico stemma del "pinguino", simbolo del novizio che ancora non sa volare.
I fattori di comunanza tra il 61º Stormo e la Scuola Caccia di Castiglione del Lago, sono da ricercarsi sia nella natura dei due Enti (entrambi Scuole di pilotaggio per il conseguimento del brevetto di Pilota Militare - 3ª Fase), sia nel tipo di addestramento assicurato (pre-operativo dei piloti destinati alle linee aerotattiche - 4ª Fase).
Inoltre, la simbologia utilizzata nello stemma della Scuola di Castiglione, che riporta l'aquila ad ali raccolte a protezione simbolica dei giovani aquilotti (non pinguini), meglio si attaglia alla missione dello Stormo; lo stesso motto, presente sull'attuale araldica del 61º Stormo trova nell'aquila una naturale prosecuzione e correlazione.

### Annotazioni
1. ↑  “Giuseppe Cenni di rientro in Italia, dopo 7 mesi di durissima prigionia nella guerra civile spagnola, e dopo essere stato tra i primissimi assi da caccia del conflitto, nonostante i soli 21 anni, fu prima affidato al suo 6 Stormo. Ma a fine agosto 1938 fu inviato alla Scuola Caccia di Castiglione del Lago: qui, oltre all’incarico di istruttore di pilotaggio e acrobazia, ebbe anche il corso teorico di “Arte Militare Aerea”. A soli 23 anni Cenni teneva lezioni di teoria e pratica a dei ragazzi di circa la sua età: sembra strano, ma l’esperienza maturata in Spagna e le 2 M.A.V.M., gli conferivano il giusto ascendente. Durante la Seconda Guerra Mondiale passò alla specialità del Tuffo - sui leggendari Stuka - diventando il più abile pilota di specialità e il più giovane e decorato pilota italiano della Seconda Guerra Mondiale. Venne insignito: della medaglia d’Oro e 6 d’Argento V.M., Croce di Ferro tedesca di 2ª classe e 2 promozioni per merito di guerra. Operò sui fronti: Mediterraneo, Greco Albanese, Jugoslavo, Cirenaica sulla munitissima piazza di Tobruch, ancora Mediterraneo e le difficilissime azioni notturne su Malta. Fu anche l’ideatore dello Skip Bombing o “Picchiata Cenni” con gli Stuka. Nel ‘43 passò ai Re.2002 e diventò, a 28 anni, il più giovane Comandante di Stormo della Regia Aeronautica, Stormo che verrà a lui intitolato. Fu così inviato prima a contrasto dell’invasione degli Alleati della Sicilia e poi della Calabria. Perderà la vita il 4 settembre 1943 al comando del 5º Stormo: l'armistizio era già stato firmato ma non ancora reso noto. Celebre è il grido “Valzer!” l’invito al “Tuffo” che usava Cenni con i suoi piloti di Stuka.” (Cfr. Pagliano - Aviatori it., 1964, pp. 255-279).

### Fonti
1. ↑  Gen.Pesce - Uff.Storico AM, 2002, pp. 28-34.